# Christian Marquand
Christian Marquand (Marsiglia, 15 marzo 1927 – Ivry-sur-Seine, 22 novembre 2000) è stato un attore e regista francese.

## Biografia
Figlio degli attori Jean-Georges Marquand (1904-1992) e Lucienne-Fernande Cornilliat (1906-2006), studiò recitazione ed esordì diciassettenne sulle scene teatrali, lavorando regolarmente come primo attore a Parigi e a Londra. Nel 1946 Jean Cocteau lo scelse per affidargli un ruolo secondario nel suo film La bella e la bestia. Nel 1947 apparve in un ruolo non accreditato in uno dei capolavori del cinema francese, Legittima difesa di Henri-Georges Clouzot, mentre nel 1954 interpretò il ruolo di un ufficiale boemo in Senso di Luchino Visconti.
Divenuto un sex symbol del grande schermo, lavorò al fianco  di molte dive dell'epoca, come Danielle Darrieux in L'amante di Lady Chatterley (1955) e Brigitte Bardot in Piace a troppi (1956). Tuttavia fu impiegato prevalentemente in ruoli di incisivo caratterista in una cinquantina di pellicole, anche produzioni internazionali come Il giorno più lungo (1962), ...e venne il giorno della vendetta (1964), Lord Jim (1965) e Il volo della fenice (1965).
Durante gli anni sessanta, tentò di allontanarsi dalla propria immagine degli esordi e provò a cimentarsi dietro la macchina da presa, dapprima dirigendo la commedia Il baro (1963), interpretata da Robert Hossein, e successivamente curando la regia di Candy e il suo pazzo mondo (1968), una parodia sexy che ebbe un enorme successo di pubblico, tanto da indurlo a dichiarare di voler smettere del tutto di recitare. Tuttavia non ebbe più occasioni di cimentarsi con la regia e tornò a recitare per il grande schermo. Apparve, fra gli altri film, nella riedizione del 2000 di Apocalypse Now, integrata da Francis Ford Coppola di tutti i precedenti tagli.
Marito dell'attrice Tina Aumont, fu amico di Marlon Brando fin dai tempi in cui entrambi erano giovani attori in cerca di affermazione a Parigi. Brando chiamò Christian il figlio avuto da Anna Kashfi, e l'amicizia con Marquand durò per tutta la sua esistenza.
Era fratello della regista Nadine Trintignant e dell'attore e produttore Serge Marquand.

## Filmografia

### Attore
- La bella e la bestia (La belle et la bête), regia di Jean Cocteau (1946)
- Le mani sporche (Les Mains sales), regia di Fernand Rivers, Simone Berriau (1951)
- Lucrezia Borgia (Lucrèce Borgia), regia di Christian-Jaque (1953)
- Senso, regia di Luchino Visconti (1954)
- Attila, regia di Pietro Francisci (1954)
- Siluri umani, regia di Antonio Leonviola (1954)
- Uomini in bianco (Les Hommes en blanc), regia di Ralph Habib (1955)
- L'amante di Lady Chatterley (L'amant de lady Chatterley), regia di Marc Allégret (1955)
- Piace a troppi (Et Dieu créa la femme), regia di Roger Vadim (1956)
- Un colpo da due miliardi (Sait-on jamais...), regia di Roger Vadim (1957)
- Teste calde (Le désir mène les hommes), regia di Émil Roussel (1958)
- Una vita - Il dramma di una sposa (Une vie), regia di Alexandre Astruc (1958)
- L'isola in capo al mondo (L'île du bout du monde), regia di Edmond T. Gréville (1959)
- Il colore della pelle (J'irai cracher sur vos tombes), regia di Michel Gast (1959)
- Dolci inganni, regia di Alberto Lattuada (1960)
- Appuntamento con la vita (La Récréation), regia di Fabien Collin (1961)
- Le parigine (Les Parisiennes) - episodio: Antonia, regia di Michel Boisrond (1962)
- Il delitto non paga (Le Crime ne paie pas), regia di Gérard Oury (1962)
- Uno sconosciuto nel mio letto, regia di Fabien Collin (1962)
- Il giorno più lungo (The Longest Day), regia di Andrew Marton e Ken Annakin (1962)
- Le ragazze di buona famiglia (Les Saintes-nitouches), regia di Pierre Montazel (1963)
- La pappa reale (La Bonne soupe), regia di Robert Thomas (1964)
- ...e venne il giorno della vendetta  (Behold a Pale Horse), regia di Fred Zinnemann (1964)
- Lord Jim, regia di Richard Brooks (1965)
- Il volo della fenice (The Flight of the Phoenix), regia di Robert Aldrich (1965)
- Il sigillo di Pechino (Die Hölle von Macao), regia di James Hill (1967)
- Criminal story (La Route de Corinthe), regia di Claude Chabrol (1967)
- La lunga notte di Entebbe (Victory at Entebbe), regia di Marvin J. Chomsky – film TV (1976)
- L'altra faccia di mezzanotte (The Other Side of Midnight), regia di Charles Jarrott (1977)
- Il maestro di nuoto (Le Maître-nageur), regia di Jean-Louis Trintignant (1979)
- Apocalypse Now, regia di Francis Ford Coppola (1979)
- Codice d'onore (La Choix des armes), regia di Alain Corneau (1981)
- Emmanuelle 4 (Emmanuelle IV'), regia di Francis Leroi (1984)
- L'estate prossima (L'été prochain), regia di Nadine Trintignant (1985)

### Regista
- Il baro (Les grands chemins) (1963, anche sceneggiatura)
- Candy e il suo pazzo mondo (Candy) (1968)

## Doppiatori italiani
- Pino Locchi in Siluri umani, Piace a troppi, Lord Jim
- Giuseppe Rinaldi in ...e venne il giorno della vendetta
- Silvano Tranquilli in  I dolci inganni
- Ferruccio Amendola in Il volo della fenice